# Agnes Browne
Agnes Browne és una pel·lícula irlando-estatunidenca dirigida per Anjelica Huston el 1999, doblada al català.

## Argument
La història té lloc en un barri de Dublín, el 1967. A causa de la defunció del seu marit, Agnes s'ha d'ocupar sola dels seus set fills. Encara que molt voluntariosa, no pot subvenir a les necessitats de la seva família i està, a més, enganxada pels prestadors clandestins. Tanmateix, pot comptar amb el suport de Marion, la seva millor amiga i de Pierre, un forner francès que s'acaba d'instal·lar en el barri.

## Repartiment
- Anjelica Huston: Agnes Browne
- Marion O'Dwyer: Marion Monks
- Niall O'Shea: Mark Browne
- Ciaran Owens: Frankie Browne
- Roxanna Williams: Cathy Browne
- Carl Power: Simon Browne
- Mark Power: Dermot Browne
- Gareth O'Connor: Rory Browne
- James Lappin: Trevor Browne
- Ray Winstone: Mr. Billy
- Arno Chevrier: Pierre
- Gerard McSorley: Mr. Aherne
- Tom Jones: Tom Jones